# جوزيف همفريز
جوزيف همفريز (بالإنجليزية: Joseph Humphreys)‏ هو صحفي رياضي أمريكي، ولد في 17 أكتوبر 1872 في نيويورك في الولايات المتحدة، وتوفي في 10 يوليو 1936 في فير هافن في الولايات المتحدة.